# Minga Guazú
Minga Guazú es un municipio y ciudad de Paraguay, situada en la zona central del departamento de Alto Paraná. Se halla ubicado a 13 km del microcentro de Ciudad del Este, con el cual forma parte de su área metropolitana. Fue fundada como una colonia en 1958, con el nombre de «Colonia Presidente Stroessner».

## Historia
Se funda cuando el 14 de mayo de 1958, por el Padre Guido Coronel con un grupo de jóvenes que se ubican en plena selva del Paraná, para dar inicio a la entonces Colonia Presidente Stroessner. El sistema de «minga» tenía lugar los lunes bajo la dirección del Presbítero Salesiano Guido Coronel, que fue uno de los líderes de esta comunidad, enviado para colonizarla.
Se creó primero como Colonia, para luego convertirse en distrito el 22 de marzo de 1990 con el nombre que tuvo la antigua colonia «Minga Guazú», en honor al sistema de trabajo a gran escala que emprendieron los colonos para construir una ciudad en medio de la inmensa área selvática que se presentaba en esa zona a finales de la década de los cincuenta.
La denominación Minga Guazú es una palabra adaptada al castellano que deriva de dos idiomas. Minga, que proviene del quechua mink’a, significa «trabajo comunitario»; y Guazú tiene su origen del guaraní guasu, que equivale a «grande». Literalmente Minga Guazú significaría entonces «gran trabajo comunitario».

## Geografía
Su territorio tiene una superficie de 489,5 km² y está delimitado entre los ríos Acaray y Monday. Limita al norte con Hernandarias, al sur con los distritos de Tavapy y Los Cedrales, al este con Ciudad del Este, y al oeste con Yguazú.

## Clima
El tipo de clima de la zona es el subtropical húmedo. Las temperaturas en verano suelen ser cálidas y en invierno relativamente fríos, y en extremas condiciones es común la aparición de heladas. Las lluvias son dispersas durante todo el año. En lo que respecta a valores extremos históricos, la temperatura máxima registrada fue de 40 °C, el 11 de noviembre de 2003 y la mínima de -1,2 °C, el 14 de julio de 2000. Estos datos provienen desde la estación meteorológica del Aeropuerto Internacional Guaraní.
| Parámetros climáticos promedio de Minga Guazú                                                      | Parámetros climáticos promedio de Minga Guazú | Parámetros climáticos promedio de Minga Guazú | Parámetros climáticos promedio de Minga Guazú | Parámetros climáticos promedio de Minga Guazú | Parámetros climáticos promedio de Minga Guazú | Parámetros climáticos promedio de Minga Guazú | Parámetros climáticos promedio de Minga Guazú | Parámetros climáticos promedio de Minga Guazú | Parámetros climáticos promedio de Minga Guazú | Parámetros climáticos promedio de Minga Guazú | Parámetros climáticos promedio de Minga Guazú | Parámetros climáticos promedio de Minga Guazú | Parámetros climáticos promedio de Minga Guazú |
| Mes                                                                                                | Ene.                                          | Feb.                                          | Mar.                                          | Abr.                                          | May.                                          | Jun.                                          | Jul.                                          | Ago.                                          | Sep.                                          | Oct.                                          | Nov.                                          | Dic.                                          | Anual                                         |
| -------------------------------------------------------------------------------------------------- | --------------------------------------------- | --------------------------------------------- | --------------------------------------------- | --------------------------------------------- | --------------------------------------------- | --------------------------------------------- | --------------------------------------------- | --------------------------------------------- | --------------------------------------------- | --------------------------------------------- | --------------------------------------------- | --------------------------------------------- | --------------------------------------------- |
| Temp. máx. media (°C)                                                                              | 33.2                                          | 31.2                                          | 31.8                                          | 29.5                                          | 25.6                                          | 23.1                                          | 23.3                                          | 25.0                                          | 28.2                                          | 30.0                                          | 30.3                                          | 32.7                                          | 28.7                                          |
| Temp. media (°C)                                                                                   | 26.4                                          | 25.6                                          | 25.4                                          | 22.5                                          | 18.8                                          | 16.4                                          | 16.8                                          | 18.1                                          | 20.5                                          | 22.9                                          | 23.7                                          | 25.4                                          | 21.9                                          |
| Temp. mín. media (°C)                                                                              | 21.6                                          | 22.2                                          | 21.0                                          | 17.8                                          | 14.2                                          | 11.4                                          | 12.0                                          | 13.0                                          | 14.6                                          | 17.7                                          | 17.9                                          | 18.8                                          | 16.9                                          |
| Precipitación total (mm)                                                                           | 142.4                                         | 192.1                                         | 109.8                                         | 131.3                                         | 10.9                                          | 89.2                                          | 189.4                                         | 114.1                                         | 153.2                                         | 200.0                                         | 131.9                                         | 30.1                                          | 1494.4                                        |
| Días de precipitaciones (≥ 1 mm)                                                                   | 8                                             | 14                                            | 8                                             | 5                                             | 3                                             | 7                                             | 6                                             | 6                                             | 6                                             | 9                                             | 7                                             | 3                                             | 82                                            |
| Humedad relativa (%)                                                                               | 81                                            | 85                                            | 78                                            | 82                                            | 82                                            | 83                                            | 81                                            | 78                                            | 74                                            | 77                                            | 77                                            | 73                                            | 79.3                                          |
| Fuente: Dirección de Meteorología e Hidrología de la Dirección Nacional de Aeronáutica Civil. 2011 |                                               |                                               |                                               |                                               |                                               |                                               |                                               |                                               |                                               |                                               |                                               |                                               |                                               |

## Demografía
Según el censo paraguayo de 2022, cuenta con 81 072 habitantes, siendo el cuarto municipio más poblado de Alto Paraná. El centro urbano de esta ciudad forma parte del Gran Ciudad del Este.
Minga Guazú se divide en 36 subdivisiones, de los cuales 10 se hallan en la zona rural y 26 en la zona urbana. Las subdivisiones de la zona rural se dividen en calles y fracciones por la Ruta PY02 y referenciados por los ríos Acaray y Monday.
- Barrios: Centro, Santa Mónica, Norma Luisa, Jardín del Oriente, Las Gardenias, María Lía, San Roque, Cedrales, Montelindo, Las Palmeras, Ñahatý, Los Álamos, Campo Verde, San Bernardo, San Miguel, Los Mingueros, Guaraní, Villa Nélida, María Auxiliadora, Domingo Savio, Pa'í Coronel, Schneider, San Antonio, Mi Abuela, Kavure'i, Santa Teresa.
- Compañías: Calle 14 a 30 Acaray, Calle 14 a 30 Monday, San Francisco, Colonia Triunfo, Tajý Potý, Guavirá Potý, San Juan, Ko'e Pyahú, Jacquet Cue, Nuevo Amanecer.

## Economía

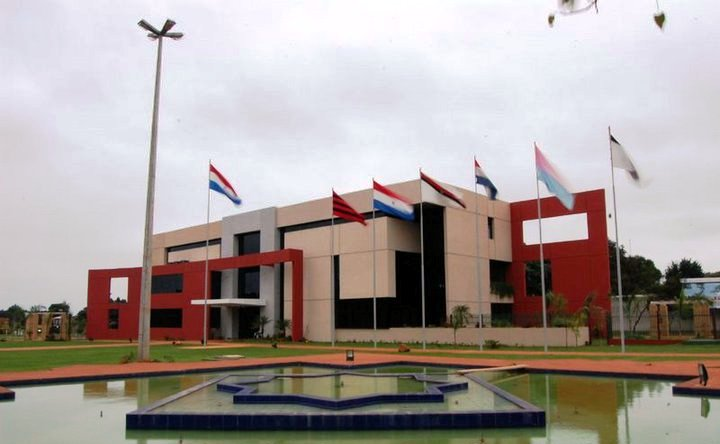
Municipalidad de Minga Guazú.

Su actividad económica está basada principalmente en la agricultura, ganadería e industria. Esta última ha tenido un considerable incremento en las últimas décadas, logrando que la zona alcance un gran nivel de industrialización. Por esta razón, es conocida como la «Capital Industrial del Alto Paraná», debido a las numerosas plantas industriales que se encuentran en la zona, como silos de granos y fábricas en su mayoría.
Gran parte de la actividad económica de la ciudad se basa en la agricultura. Su principal producto es la soja, además del maíz, mandioca, algodón, trigo, yerba mate, caña dulce, pollo, hortalizas y poroto. Una de las mayores industrias de aceite del Paraguay se encuentra en Minga Guazú, una filial de la multinacional Cargill. La Comunidad germana del Alto Paraná tiene su sede en Minga Guazú, debido a los inmigrantes de origen alemán que trabajan en el sector agrícola.
El gobierno de Taiwán invirtió en la ciudad, promoviendo la instalación del Parque Industrial Taiwán. Por su parte, una parte importante de la población se dedica al comercio en la vecina ciudad fronteriza Ciudad del Este y al trabajo en manufacturas en las periferias de la misma ciudad.

## Infraestructura

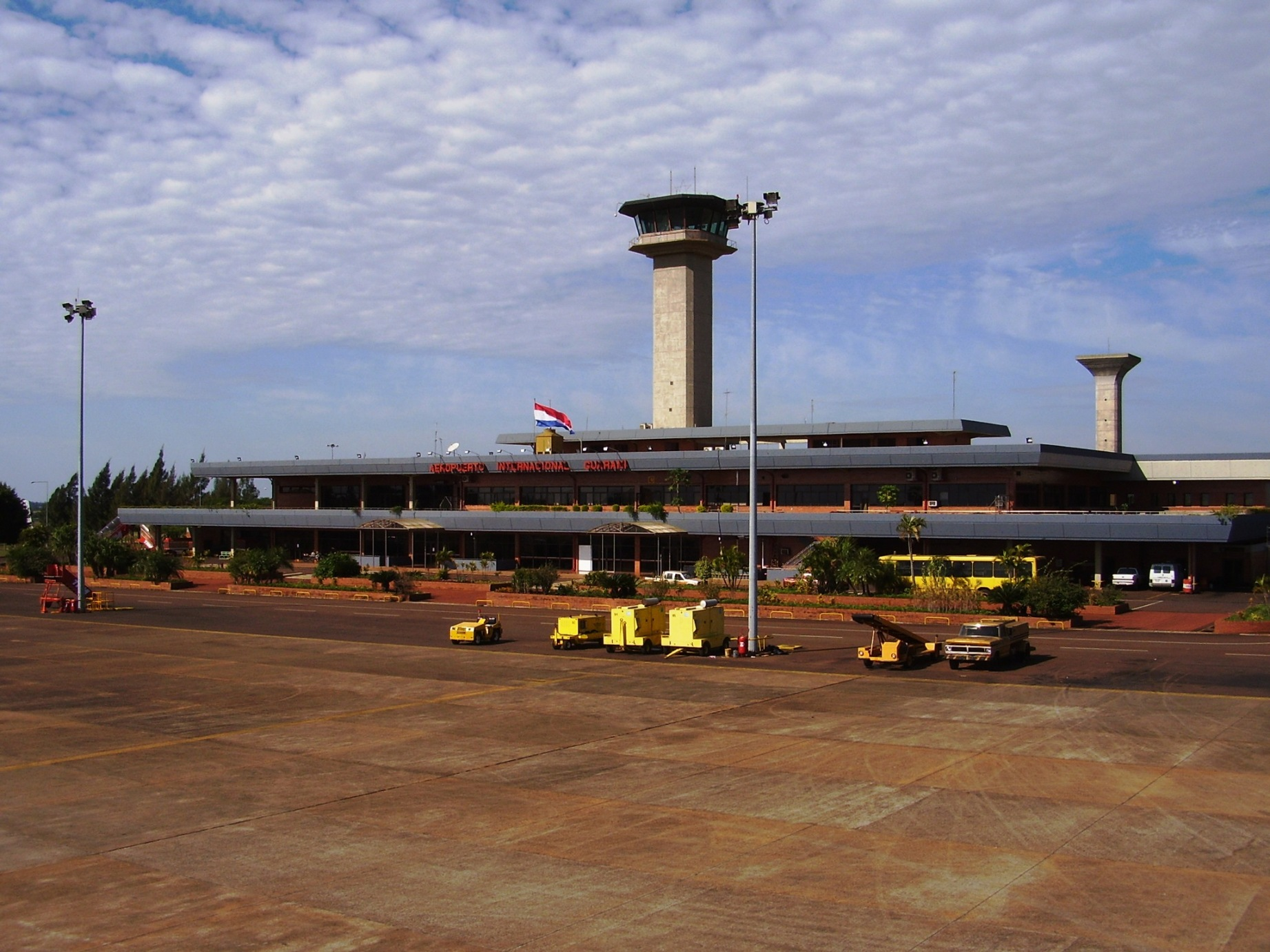
Aeropuerto Internacional Guaraní.

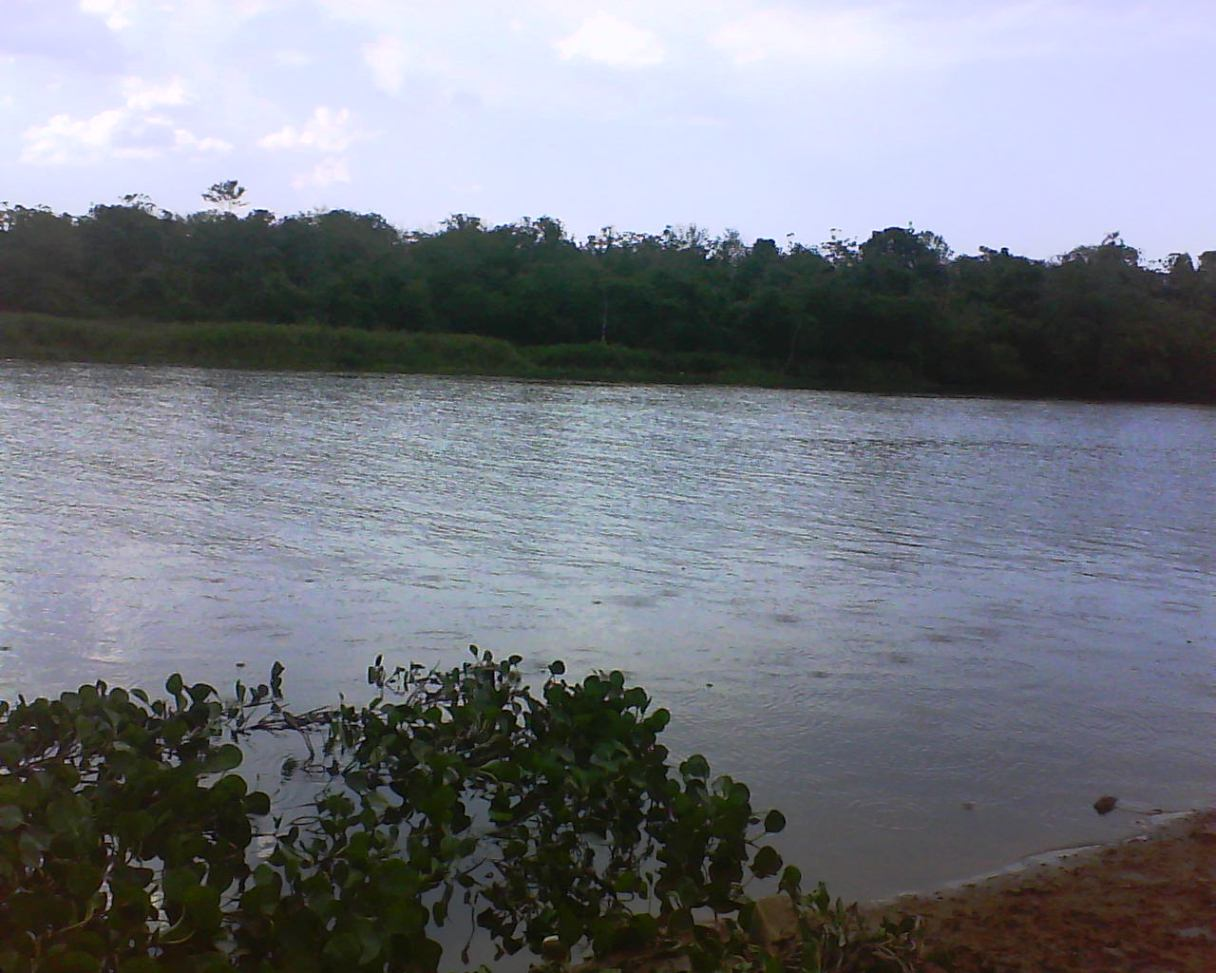
Río Acaray.

El Aeropuerto Internacional Guaraní se encuentra en la ciudad de Minga Guazú, ubicado a 4 km de la Ruta Nacional PY-02 «Mariscal José Félix Estigarribia» y a 26 km de Ciudad del Este. La Expo Minga Guazú se realiza anualmente en septiembre y la fiesta patronal es el 24 de mayo, día de María Auxiliadora. El 6 de julio se celebra el «Día del Minguero».
Cuenta con dos grandes centros urbanos, en el km 20 y en el km 16. En el primero, en 1966 se construyó un colegio y una iglesia dedicados a la Patrona. Años más tarde se estableció la Cooperativa Minga Guazú, que posibilitó a los pobladores una vida más digna. En la zona se encuentran los ríos Monday, Acaray, el arroyo Acaray-mi y Santa María.
Un club muy atractivo para los turistas es el Paraíso Golf Club, ubicado a 24 km Ruta Nacional PY-02 «Mariscal José Félix Estigarribia». A orillas del lago hay bungalows para los visitantes, se pueden realizar cabalgatas, tiro con arco y aeróbic; en el lago se practica pesca deportiva de especies nativas, como la tilapia. Se puede degustar gastronomía internacional en el restaurante del Club, a orillas de una hermosa piscina y paisajes naturales. Para los niños hay un solar con juegos y actividades. Las canchas de fútbol tienen medidas reglamentarias, además hay canchas de vóley de playa, futbol 5, tenis y tenis de mesa. La cancha de golf es el principal atractivo del lugar, ya que los 18 hoyos están perfectamente combinados con el medio natural.
En cuanto a deportes, el más practicado es el fútbol. La ciudad cuenta con su propia liga de fútbol, del cual destaca el Club Deportivo Minga Guazú. También se practica el baloncesto, handboll y vóley.
La ciudad tiene un fácil acceso por la Ruta Nacional PY-02 «Mariscal José Félix Estigarribia» y buena conexión con Encarnación por la Ruta VI. El Aeropuerto Internacional Guaraní se encuentra en la zona de Minga Guazú y conecta la región con vuelos regulares en la capital del país, también con el de São Paulo-Guarulhos en Brasil y en Buenos Aires el Aeropuerto de Ezeiza en la Argentina.